# Accumulateur (cryptographie)
Pour les articles homonymes, voir Accumulateur.
Un accumulateur est une primitive cryptographique qui permet de justifier à sens unique l'appartenance à un ensemble, c'est-à-dire sans révéler les membres de cet ensemble. Cette primitive a été introduite en 1993 par Benaloh et de Mare.
Un exemple d’accumulateur simple est le suivant : on identifie chaque membre du groupe par nombre premier suffisamment gros, et l'accumulateur correspond au produit de ces nombres premiers. En supposant que la factorisation est un problème difficile, on remarque alors qu’étant donné le produit il est difficile de retrouver les facteurs, mais en connaissant un facteur, on peut alors vérifier qu’il divise bien l’accumulateur. Cette construction, si elle est simple, est aussi inefficace. D’autres constructions plus praticables reposent sur des fonctions de hachages à sens unique et quasi-commutatives. Ces constructions sont telles que la taille de l'accumulateur est indépendante du nombre d'éléments accumulés.